# Lilla Holmsjön (Rumskulla socken, Småland)
Lilla Holmsjön är en sjö i Vimmerby kommun i Småland och ingår i Motala ströms huvudavrinningsområde.